# Suddivisioni di Novi Sad

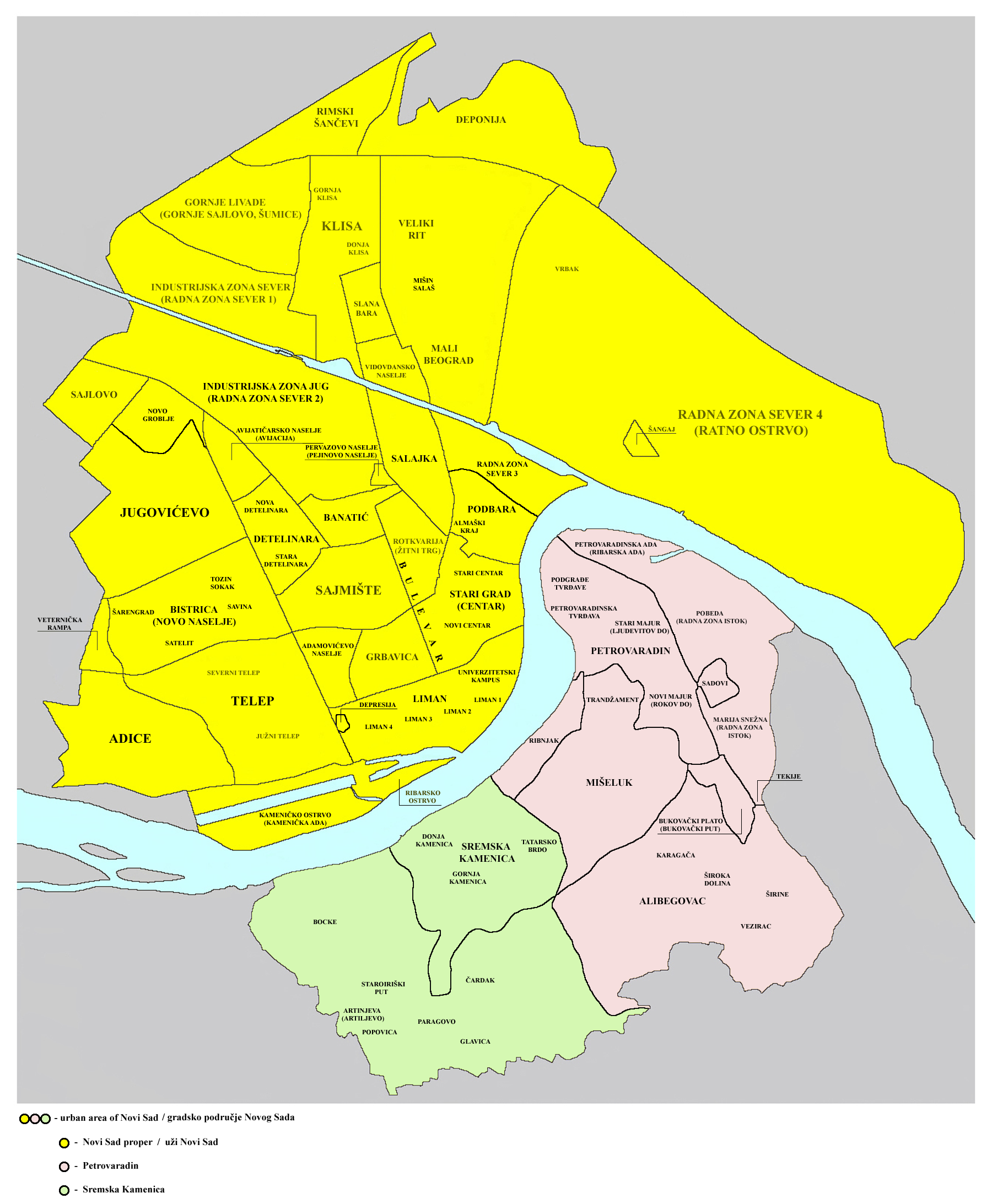
Suddivisioni di Novi Sad

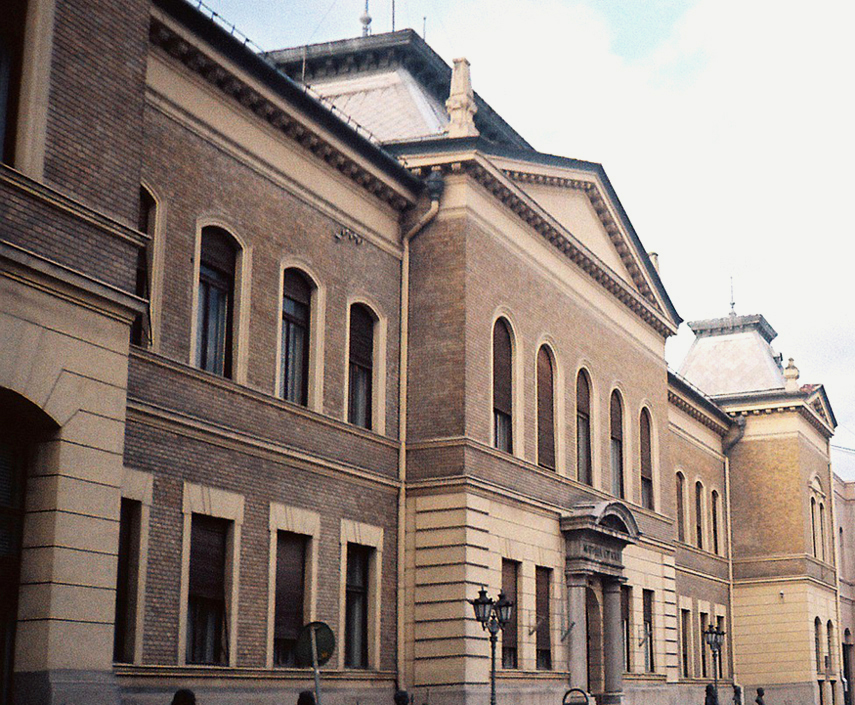
Palazzo della Matica srpska nello Stari Grad

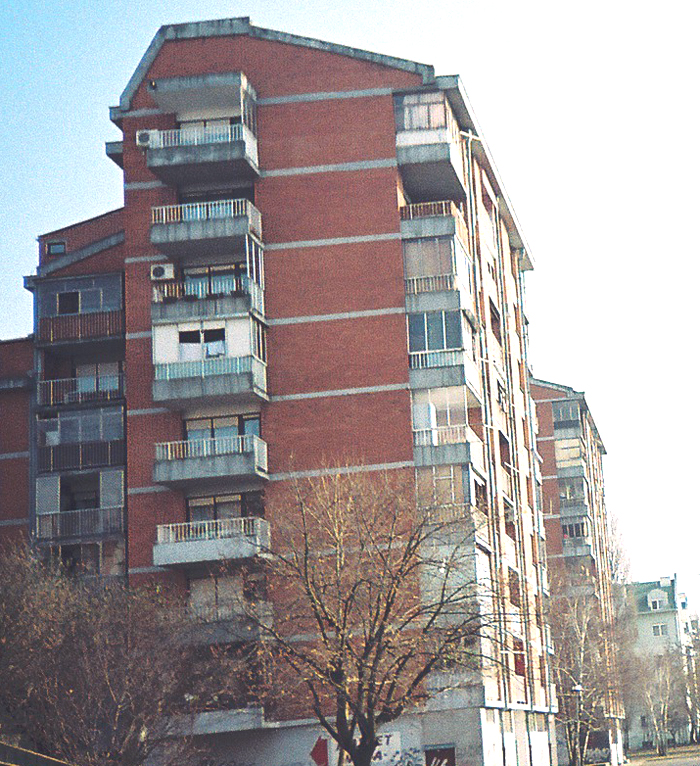
Avijatičarsko Naselje

Palazzo NIS a Liman

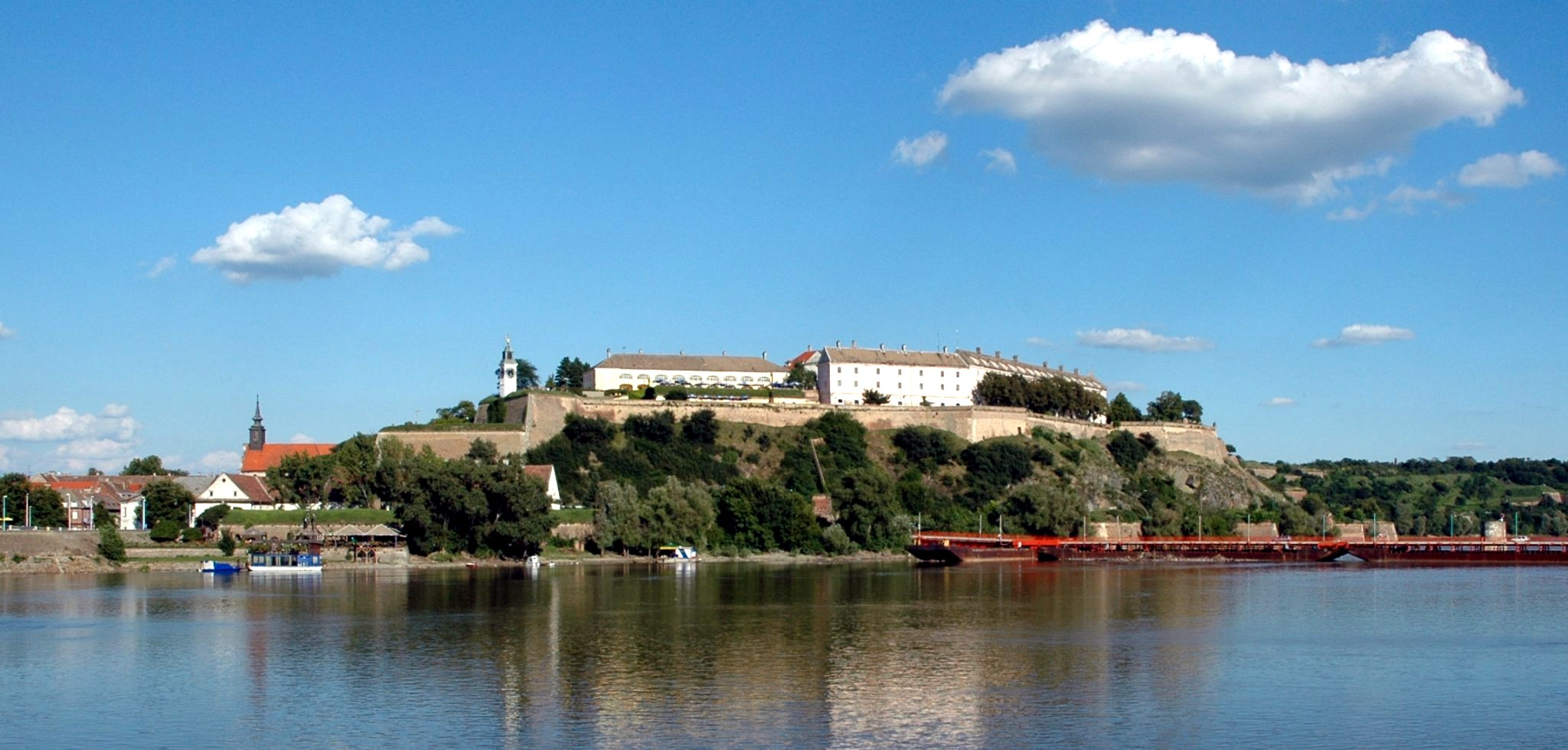
Cittadella di Petrovaradin

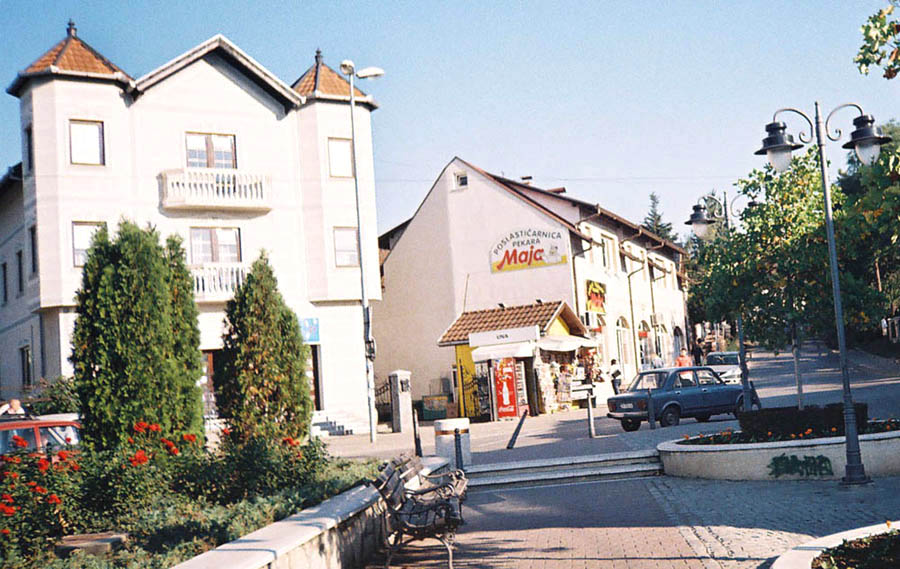
Sremska Kamenica

Novi Sad è divisa amministrativamente in 2 comuni: quello di Novi Sad propriamente detta che si estende sulla sponda orientale del Danubio e quello di Petrovaradin (Петроварадин) che occupa la sponda occidentale. Entrambi i comuni sono suddivisi in quartieri. 
| Quartieri sulla sponda Est del Danubio | Quartieri sulla sponda Ovest del Danubio |
| --- | --- |
| - Stari Grad - Bulevar - Liman - Almaški Kraj - Podbara - Radna Zona Sever 3 - Salajka - Pervazovo Naselje - Rotkvarija - Banatić - Sajmište - Grbavica - Adamovićevo Naselje - Telep - Adice - Bistrica - Savina - Tozin Sokak - Šarengrad - Rasadnik - Zapadna Privredna Zona - Satelit - Mali Satelit - Tozinovac - Veternička Rampa - Detelinara - Avijatičarsko Naselje - Jugovićevo - Novo Groblje - Sajlovo - Industrijska Zona Jug - Univerzitetski kampus - Ribarsko Ostrvo - Kameničko Ostrvo - Klisa - Slana Bara - Vidovdansko Naselje - Veliki Rit - Mali Beograd - Mišin Salaš - Industrijska Zona Sever - Gornje Livade - Rimski Šančevi - Deponija - Šangaj - Depresija - Radna Zona Sever 4 - Vrbak - Ratno Ostrvo | - Petrovaradin - Petrovaradinska tvrđava - Podgrađe Tvrđave - Stari Majur - Novi Majur - Bukovački Plato - Širine - Vezirac - Široka Dolina - Sadovi - Marija Snežna - Radna Zona Istok - Petrovaradinska Ada - Trandžament - Ribnjak - Mišeluk - Alibegovac - Sremska Kamenica - Donja Kamenica - Gornja Kamenica - Čardak - Staroiriški Put - Tatarsko Brdo - Bocke - Popovica - Paragovo - Glavica - Artinjeva |

## Sobborghi

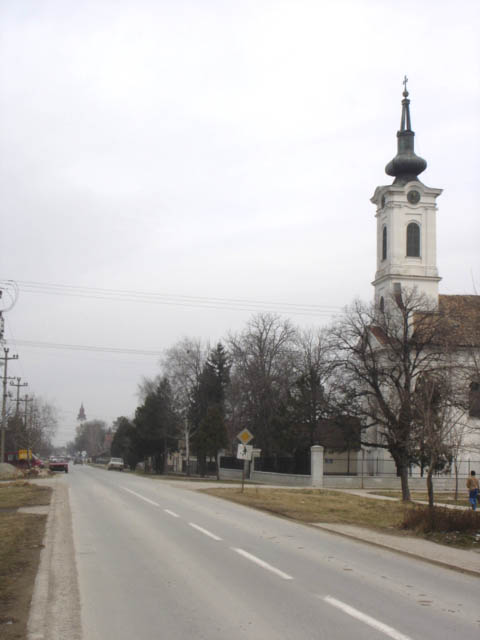
Chiesa ortodossa di Kovilj

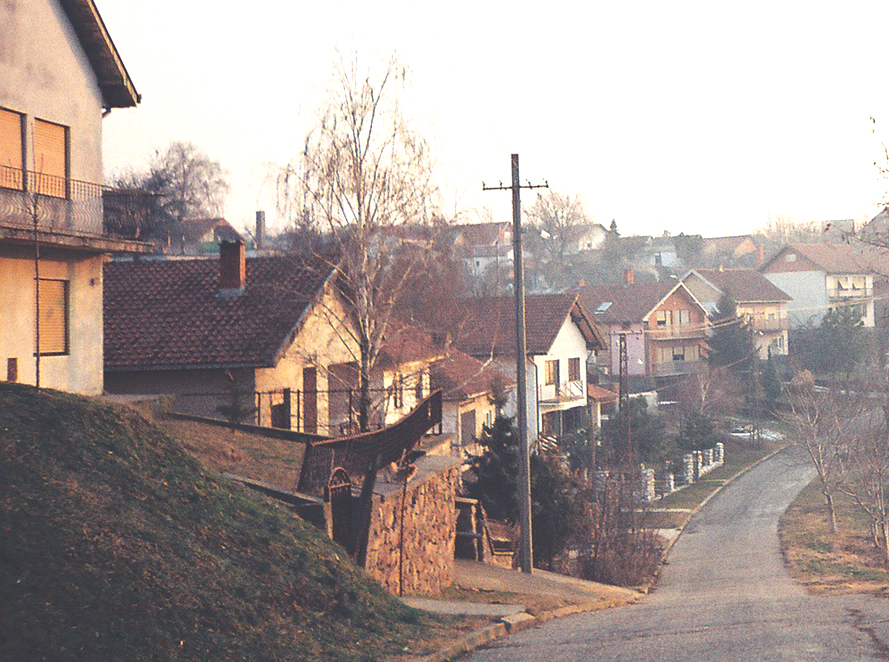
Il sobborgo di Lednici

Al di fuori dell'area urbana esistono alcuni sobborghi che appartengono amministrativamente alla città di Novi Sad. Alcuni come Futog e Veternik sono molto estesi e popolosi, altri come Stari Ledinci e Bukovac sono piccoli villaggi rurali con una popolazione che non arriva alle 1 000 unità.
Sobborghi del comune di Novi Sad
- Begeč (Бегеч)
- Budisava (Будисава)
- Čenej (Ченеј)
- Futog (Футог)
- Kać (Каћ)
- Kisač (Кисач)
- Kovilj (Ковиљ)
- Rumenka (Руменка)
- Stepanovićevo (Степановићево)
- Veternik (Ветерник)
- Lipov Gaj (Липов Гај - Zepter City)
- Kamenjar (Камењар)
- Bangladeš (Бангладеш)
- Nemanovci (Немановци)
- Pejićevi Salaši (Пејићеви Салаши)
- Tankosićevo (Танкосићево)

Sobborghi del comune di Petrovaradin
- Bukovac (Буковац)
- Ledinci (Лединци)
- Stari Ledinci (Стари Лединци)